# Teorema de Gelfond-Schneider
Na matemática, o teorema de Gelfond-Schneider estabelece a transcendência de uma grande classe de números complexos. Foi originalmente provado independentemente em 1934 por Alexander Gelfond e Theodor Schneider. O teorema de Gelfond-Schneider responde afirmativamente o sétimo problema de Hilbert.
Se {\displaystyle \alpha } e {\displaystyle \beta } são números algébricos (um número real é dito algébrico quando satisfizer uma equação polinomial com coeficientes dados por números inteiros), com {\displaystyle \alpha \not =1}, {\displaystyle \alpha \not =0}, {\displaystyle \beta } irracional, então {\displaystyle \alpha ^{\beta }} é transcendente (um número real é dito transcendente quando não for algébrico).

## Biliografia
- Transcendental Number Theory, by Alan Baker; Cambridge University Press, London 1975, ISBN 978-0-521-20461-3 (zbMATH Open)
- Sur le septième problème de D. Hilbert. (Russian, French) , de A. Gelfond, C. R. Acad. Sc. URSS (2) 2 (1934), pp. 1-6 (zbMATH Open)
- Irrational Numbers, by Ivan Niven; Mathematical Association of America; ISBN 0-88385-011-7, 1956 (zbMATH Open)
- Transzendenzuntersuchungen periodischer Funktionen. I. Transzendenz von Potenzen. (German)  , de Theodor Schneider, J. Reine Angew. Math. 172 (1934), pp. 65-69. (zbMATH Open)

## Weblinks
- Weisstein, Eric W. «Gelfond's Theorem». MathWorld (em inglês)